# 1 ربيع الأول
- السبت
- الأحد
- الاثنين
- الثلاثاء
- الأربعاء
- الخميس
- الجمعة

- 2731 أغسطس 2024
- 281 سبتمبر 2024
- 292 سبتمبر 2024
- 303 سبتمبر 2024
- 14 سبتمبر 2024
- 25 سبتمبر 2024
- 36 سبتمبر 2024
- 47 سبتمبر 2024
- 58 سبتمبر 2024
- 69 سبتمبر 2024
- 710 سبتمبر 2024
- 811 سبتمبر 2024
- 912 سبتمبر 2024
- 1013 سبتمبر 2024
- 1114 سبتمبر 2024
- 1215 سبتمبر 2024
- 1316 سبتمبر 2024
- 1417 سبتمبر 2024
- 1518 سبتمبر 2024
- 1619 سبتمبر 2024
- 1720 سبتمبر 2024
- 1821 سبتمبر 2024
- 1922 سبتمبر 2024
- 2023 سبتمبر 2024
- 2124 سبتمبر 2024
- 2225 سبتمبر 2024
- 2326 سبتمبر 2024
- 2427 سبتمبر 2024
- 2528 سبتمبر 2024
- 2629 سبتمبر 2024
- 2730 سبتمبر 2024
- 281 أكتوبر 2024
- 292 أكتوبر 2024
- 303 أكتوبر 2024
- 14 أكتوبر 2024

1 ربيع الأوَّل أو 1 ربيع الأنوار أو يوم 1 \ 3 (اليوم الأوَّل من الشهر الثالث) هو اليوم الستون من أيَّام السنة (أو الحادي والستين لو كان شهر صفر مُتممًا لليوم الثلاثين) وفق التقويم الهجري القمري (العربي). يبقى بعده 294 أو 295 يومًا لانتهاء السنة.

## أحداث
- 5 هـ - خروج النبي محمد في غزوة دومة الجندل لتأمين طريق القوافل، وقتال القبائل التي تسكن هناك وقد حققت الغزوة أهدافها.
- 300 هـ - عبد الرحمن بن محمد بن عبد الله يتولى الحكم في الأندلس بعد وفاة جده الأمير عبد الله بن محمد بن عبد الرحمن.
- 743 هـ - بدء حصار الجزيرة الخضراء أثناء حروب الاسترداد الإسبانية.
- 803 هـ - تيمورلنك يزحف بقواته ويحاصر مدينة حلب، حتى نجح في اقتحامها وارتكب الفظائع والجرائم مع أهلها.
- 895 هـ - ملك غرناطة أبو عبد الله محمد الثاني عشر يبعث برسالة ردًا على الملكين الكاثوليكيين فرناندو الثاني وإيزابيلا الأولى يرفض فيها تهديداتهما وتسليم مدينته إليهما.
- 954 هـ - الدولة العثمانية تعقد معاهدة إستانبول مع ألمانيا التي يعترف الألمان بموجبها بالفتوحات الإسلامية في أوروبا، وقررت المعاهدة أن يدفع الألمان ضريبة سنوية للعثمانيين، وألا تستعمل صفة «إمبراطور» في المكاتبات الرسمية مع الدولة العثمانية.
- 1269 هـ - فرنسا توقع معاهدة تافنة (معاهدة المقطع) مع الأمير عبد القادر الجزائري بعد هزيمتهم تحت قيادة الحاكم الفرنسي «تيرزيل».
- 1342 هـ - اختيار الأتراك مدينة أنقرة عاصمة للدولة التركية، بعد سقوط الخلافة العثمانية.
- 1360 هـ - محكمة عسكرية فرنسية تصدر حكمًا بالسجن 16 عامًا على المناضل الجزائري مصالي الحاج والنفي 20 عامًا.
- 1367 هـ - إدارة الانتداب البريطانية تسرح 3200 مجند فلسطيني من عناصر قوات الحدود.
- 1371 هـ - إعلان الإضراب العام في تونس احتجاجا على رفض فرنسا مطالب حكومة محمد شنيق الداعية للاستقلال وإنشاء مجلس نيابي.
- 1387 هـ - الطائرات الحربية الإسرائيلية تهاجم سفينة التجسس الأمريكية «ليبرتي» وتغرقها، وتقتل 34 بحارًا، وتصيب 171 آخرين، وتدعي أنها ظنتها السفينة المصرية «القصير».
- 1388 هـ - الحكومة الإسرائيلية تعلن نقل القيادة المركزية للجيش الإسرائيلي إلى القدس الشرقية.
- 1398 هـ - أمير الكويت الشيخ جابر الأحمد الصباح يصدر مرسوم بتعين الشيخ سعد العبد الله السالم الصباح رئيسًا لمجلس الوزراء ويكلفه بتشكيل الحكومة الأولى في عهده.
- 1412 هـ - الإعلان عن استقلال طاجيكستان عن الاتحاد السوفيتي.
- 1430 هـ -
  - المحكمة الجنائية الدولية ليوغوسلافيا السابقة تدين الرئيس الصربي ميلان ميلوتينوفيتش بارتكابه جرائم حرب بحق مسلمي البوسنة والهرسك وصربيا وبعض العرقيات الأخرى.
  - تحطم طائرة الخطوط التركية رحلة 1951 وعلى متنها 135 شخص وذلك أثناء محاولة الهبوط بمطار سخيبول في أمستردام مما أدى إلى مقتل 9 ركاب وإصابة 55 آخرين.
- 1433 هـ -
  - رئيس المجلس الأعلى للقوات المسلحة المشير محمد حسين طنطاوي يعلن إنهاء حالة الطوارئ المفروضة بالبلاد منذ 31 سنة وذلك قبل يوم من الذكرى الأولى لاندلاع ثورة 25 يناير.
  - عيسى قاسم يدعو لبدء فعالية قبضة الثائرين في البحرين
- 1435 هـ - حزب رابطة عوامي البنغلاديشي يفوز في الانتخابات العامة وسط أعمال عنف.
- 1436 هـ - فوز الباجي قائد السبسي في الانتخابات الرئاسية ليصبح أول رئيس منتخب بطريقة مباشرة بعد الثورة التونسية وذلك خلفا للمنصف المرزوقي.
- 1437 هـ - المملكة العربيَّة السُعوديَّة تُجري إنتخاباتها البلديَّة الثالثة وهي الأولى التي سُمح فيها للنساء بالترشُّح لِمناصب محليَّة.
- 1440 هـ - الترجي التونسي يفوز بلقب دوري أبطال أفريقيا 2018 بعد فوزه على الأهلي المصري بنتيجة 4-3 في مجموع المباراتين.
- 1441 هـ - المُظاهرات الشعبية اللبنانية تستمر للأسبوع الثاني على التوالي ورئيس الوزراء اللبناني سعد الحريري يُقدّم استقالته تجاوبًا مع مطالب المتظاهرين بتغيير الرئاسات الثلاث.
- 1443 هـ - حصول الكاتب عبد الرزاق قرنح على جائزة نوبل في الأدب.

## مواليد
- 1307 هـ - مكرم عبيد، سياسي مصري.
- 1334 هـ - محسن سرحان، ممثل مصري.
- 1335 هـ - أحمد بن بلة، أول رئيس للجمهورية الجزائرية.
- 1340 هـ - وديع الصافي، مطرب لبناني.
- 1357 هـ - يحيى الطاهر عبد الله، كاتب مصري.
- 1365 هـ - أسياس أفورقي، رئيس إرتريا.
- 1367 هـ - عزيز الدويك، رئيس المجلس الوطني الفلسطيني.
- 1391 هـ - عبير صبري، ممثلة مصرية.
- 1395 هـ - محمد حفظي، كاتب سيناريو مصري.

## وفيات
- 273 هـ - محمد بن عبد الرحمن، خامس أمراء الدولة الأموية في الأندلس.
- 1367 هـ - أنطون الجميل، أحد أعلام الصحافة العربية، ورئيس تحرير جريدة الأهرام وعضو مجمعي اللغة العربية بالقاهرة ودمشق.
- 1397 هـ - عبد العزيز بن مساعد بن جلوي آل سعود، أمير سعودي.
- 1399 هـ - كوكا، ممثلة مصرية.
- 1419 هـ - معطوب الوناس، مغني وشاعر وناشط أمازيغي جزائري.
- 1424 هـ - محمد ديب، أديب جزائري.
- 1436 هـ - عبد العزيز حجازي، اقتصادي ورئيس وزراء مصر.
- 1441 هـ - محمد المختار بن محمد الأمين الشنقيطي، عالم وفقيه أصولي ومُفسر موريتاني.
- 1444 هـ - يوسف القرضاوي، عالم مسلم مصري وأول رؤساء للاتحاد العالمي لعلماء المسلمين.

## وصلات خارجية
- موقع قصة الإسلام: حدث في شهر ربيع الأوَّل.